# Лапид, Надав
Надав Лапид (ивр. נדב לפיד‎; род. 8 апреля 1975 года, Тель-Авив, Израиль) — израильский кинорежиссёр, сценарист и писатель.

## Биография
Надав Лапид родился в семье кинематографистов. Учился в Тель-Авивском университете и в Школе кино и телевидения имени Сэма Шпигеля в Иерусалиме. Дебютный полнометражный фильм Лапида «Полицейский» в 2011 году был удостоен специального приза жюри на кинофестивале в Локарно. 
В 2019 году фильм «Синонимы» стал лауреатом премии «Золотой медведь» на 69-м Берлинском международном кинофестивале.

## Общественная позиция
В декабре 2023 года вместе с 50 другими кинематографистами Лапид подписал открытое письмо, опубликованное в издании Libération, с требованием прекращения огня и гибели мирных жителей во время израильского вторжения в сектор Газа в 2023 году, а также создания гуманитарного коридора для гуманитарных перевозок и освобождения заложников.

## Фильмография
- Полицейский (2011)
- Воспитательница (2014)
- Синонимы (2019)
- Колено Ахед (2021)